# Mary Wijk
Mary Wijk, född 21 maj 1854 i Göteborg, död 31 december 1911 i Stockholm, var en svensk målare.
Hon var dotter till grosshandlaren Edward Dickson och Isabel Gordon och från 1872 gift med godsägaren Ivar Wijk. För Järpås kyrka i Skaraborgs län målade hon 1902 altartavlan Lärjungarna i Emmaus. Makarna Wijk är begravda på Järpås gamla kyrkogård.